# KK Partizan
Košarkaški Klub Partizan (Servisch: Кошаркашки клуб Партизан), is een Servische professionele basketbalclub.
Het is een onderdeel van de omnisportvereniging Partizan in Belgrado. De club speelt in de Servische Competitie, Adriatic League en de EuroLeague.

## Geschiedenis
In de lange geschiedenis van Partizan won de club 36 bekers en titels.
KK Partizan is titelhouder in Servië en heeft de nationale titel zeventien keer gewonnen, waarvan de laatste negen jaar op rij. Ze hebben ook elf nationale bekers gewonnen.
De belangrijkste beker die Partizan heeft gewonnen is de EuroLeague in 1992. Ze wonnen in de finale van Montigalà Joventut Badalona uit Spanje met 71-70. Partizan won ook drie keer de Korać Cup in 1978 van Bosna Sarajevo uit Joegoslavië met 117-110 na verlenging, in 1979 van Arrigoni Rieti uit Italië met 108-98 en in 1989 van Wiwa Wismara Cantù uit Italie. De eerste wedstrijd verloren ze nog met 76-89 maar de tweede wedstrijd wonnen ze ruim met 101-82. In 1974 waren ze tweede na verlies van Forst Cantù uit Italië met 69-71 en 85-110.

## Verschillende sponsornamen
- 1993–1994: Partizan Sintelon
- 1997–1998: Partizan Zepter
- 2001–2002: Partizan ICN
- 2002–2004: Partizan Mobtel
- 2004–2006: Partizan Pivara MB
- 2007–2009: Partizan Igokea
- 2011–2013: Partizan mt:s
- 2013–2022: Partizan NIS
- 2022–heden: Partizan Mozzart Bet

## Arena

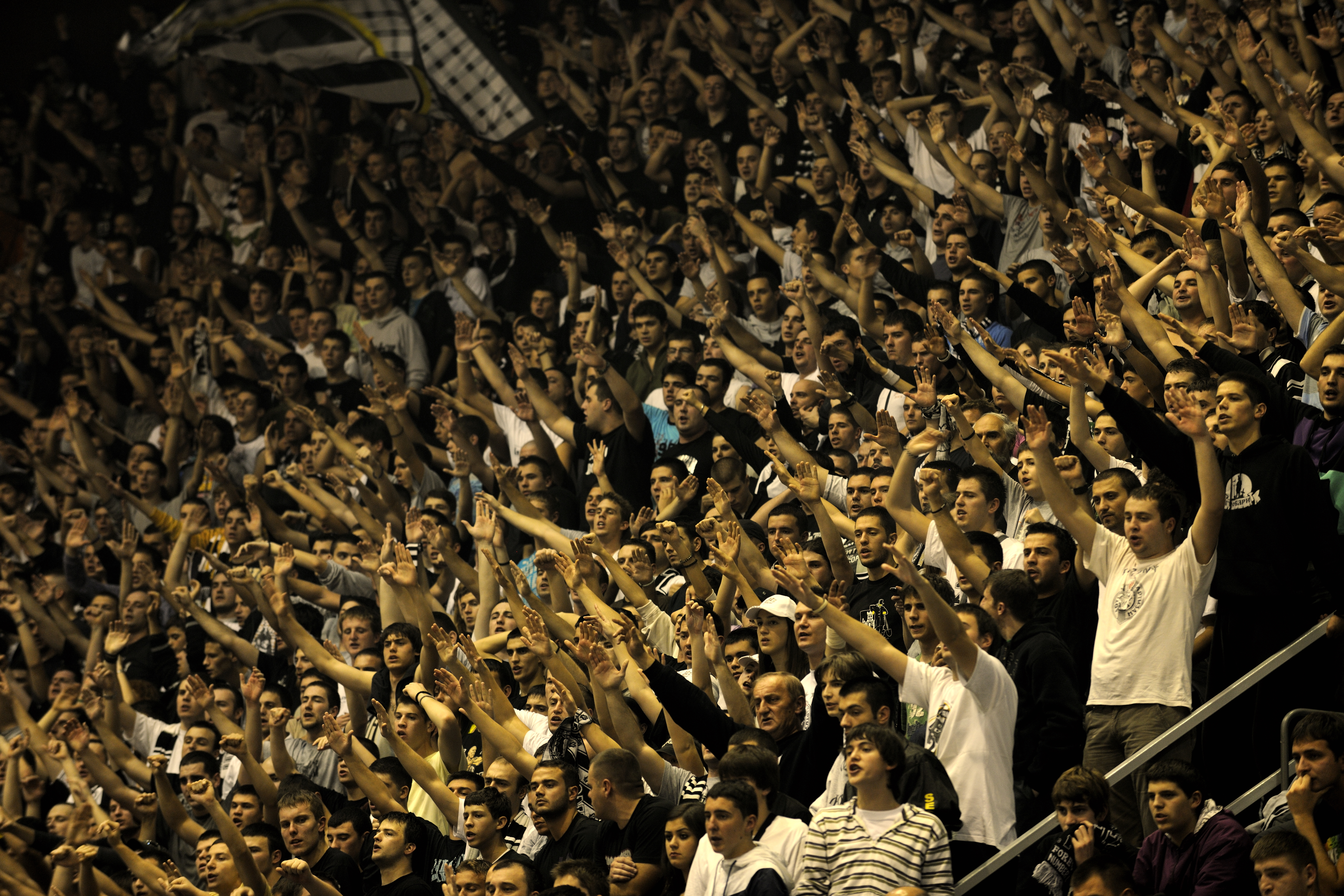
Partizan-fans tijdens een wedstrijd tegen Efes Pilsen, 10 december 2009.

De "Pionir"-arena werd gebouwd in 1973 in maar elf maanden tijd door bouwbedrijf "Energoprojekt". Basketbal was erg in opkomst in Joegoslavië maar er werden meerdere sporten zoals Volleybal en Handbal in Pionir gespeeld. Het nationale team van Joegoslavië werd in deze hal Europees kampioen in 1975. Ook bracht het de Saporta Cup naar Žalgiris Kaunas in 1998.
In 1992 verhuisde Partizan van hun oude sporthal (Hala Sportova) naar hun nieuwe thuishal Pionir. De Pionir hall is een moderne sporthal de beter past bij topclub in het basketbal.
In het seizoen 2008/09 speelde Partizan een thuiswedstrijd in de EuroLeague Men in de Belgrado Arena tegen Panathinaikos BC uit Griekenland. In de zaal zaten 22.567 toeschouwers. Dat is nog steeds een record voor een basketbalwedstrijd in een zaal gespeeld in Europa.

### Supporters
Partizan is bijna niet te verslaan in thuiswedstrijden. Dat komt door de ongelooflijke sfeer die de thuis fans maken. Die trouwe supporters noemen zich zelf de Grobari (Doodgravers). Ze kregen hun bijnaam van fans van hun grootste rivaal Rode Ster Belgrado, die verwezen naar de voornamelijk zwarte clubkleuren, die vergelijkbaar waren met de officiële uniformen van de grafdelvers.

## Erelijst
- Landskampioen Joegoslavië: 5

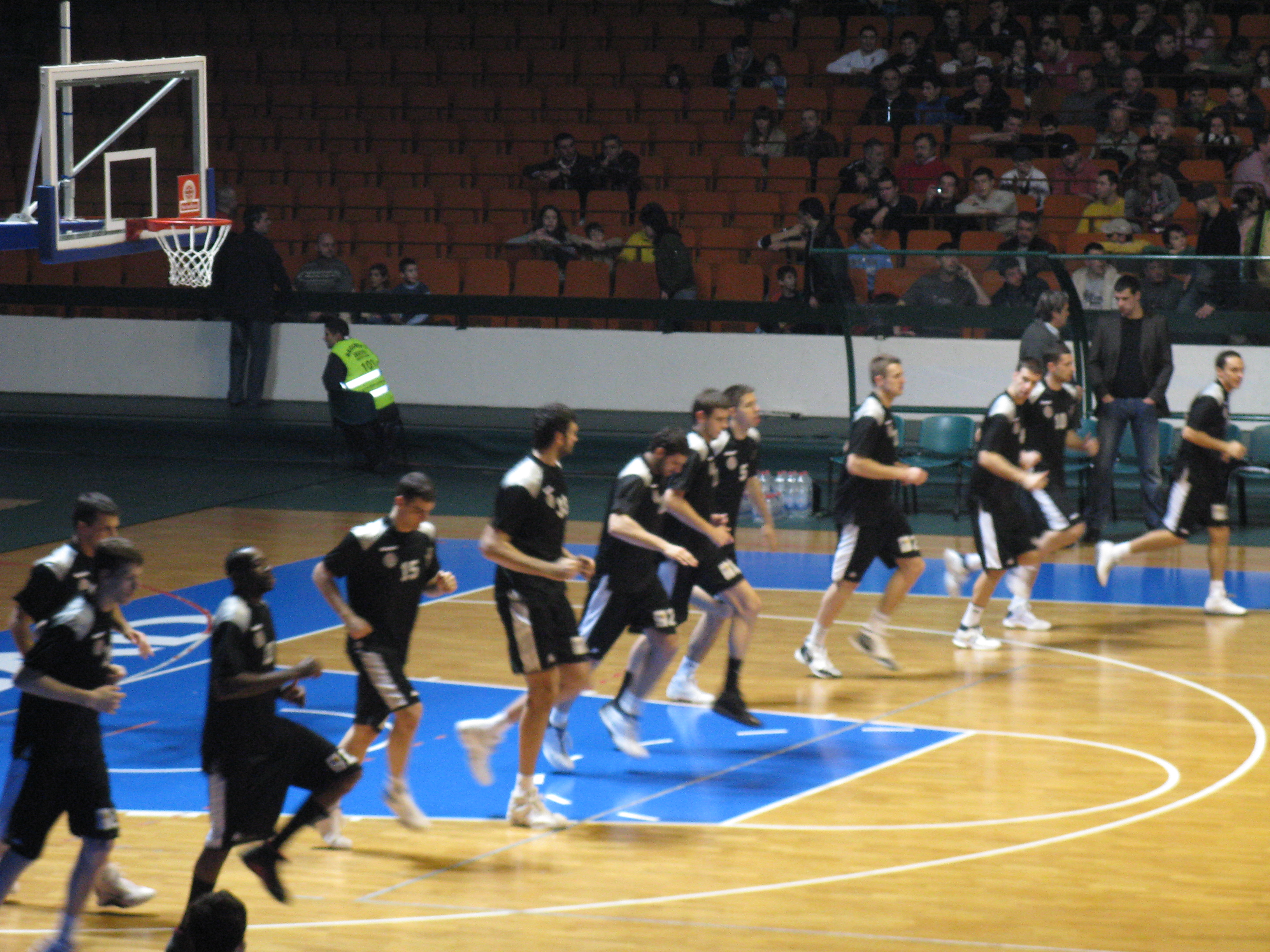
Partizan in het seizoen 2008/2009.

  - Winnaar: 1976, 1979, 1981, 1987, 1992
  - Tweede: 1949, 1950, 1951, 1963, 1966, 1978, 1982, 1988, 1989, 1991

- Bekerwinnaar Joegoslavië: 3
  - Winnaar: 1979, 1989
  - Runner-up: 1962, 1973

- Landskampioen Servië en Montenegro: 8
  - Winnaar: 1995, 1996, 1997, 2002, 2003, 2004, 2005, 2006
  - Tweede: 1993, 1994, 2000, 2001

- Bekerwinnaar Servië en Montenegro: 6
  - Winnaar: 1992, 1994, 1995, 1999, 2000, 2002
  - Runner-up: 1993, 1996, 1997, 2001

- Landskampioen Servië: 8
  - Winnaar: 2007, 2008, 2009, 2010, 2011, 2012, 2013, 2014
  - Tweede: 2015, 2016, 2019

- Kup Radivoj Korać: 8
  - Winnaar: 2008, 2009, 2010, 2011, 2012, 2018, 2019, 2020
  - Runner-up: 2005, 2007, 2013, 2016, 2017, 2022, 2024, 2025

- EuroLeague: 1
  - Winnaar: 1992

- Korać Cup: 3
  - Winnaar: 1978, 1979, 1989
  - Runner-up: 1974

- Adriatic Championships: 6
  - Winnaar: 2007, 2008, 2009, 2010, 2011, 2013

- Double Crowns: 9
  - Winnaar: 1979, 1992, 1995, 2002, 2008, 2009, 2010, 2011, 2012

- Triple Crown: 1
  - Winnaar: 1992

## Bekende (oud)-spelers
| - Vule Avdalović - Miroslav Berić - Haris Brkić - Aleksandar Čubrilo - Dražen Dalipagić - Predrag Danilović - Vlade Divac - Aleksandar Đorđević - Goran Grbović - Dragan Kićanović - Dejan Koturović - Nenad Krstić - Nikola Lončar - Dragan Lukovski - Dejan Milojević - Vladimir Micov - Željko Obradović - Žarko Paspalj - Miroslav Pecarski - Kosta Perović | - Miroslav Radošević - Aleksandar Rašić - Željko Rebrača - Radomir Šaper - Milenko Tepić - Dejan Tomašević - Uroš Tripković - Novica Veličković - Miloš Vujanić - Stefan Pot - Aleks Marić - Milt Palacio - Ratko Varda - Ivo Nakić - Danko Cvjetičanin - Stephane Lasme - Vlado Ilievski - Predrag Drobnjak - Đuro Ostojić - Nikola Peković | - Vlado Šćepanović - Slavko Vraneš - Peter Vilfan - Semih Erden - Gerald Brown - Vonteego Cummings - Fred House - Bo McCalebb - Lawrence Roberts - Blake Stepp |

## Bekende (oud)-coaches
- Borislav Ćorković
- Dušan Ivković
- Aleksandar Nikolić
- Željko Obradović
- Ranko Žeravica
- Duško Vujošević

## Wedstrijden tegen NBA teams
| Datum          | Plaats                     | Thuis          | Uitslag  | Uit         |
| -------------- | -------------------------- | -------------- | -------- | ----------- |
| 3 oktober 2009 | Pepsi Center, Denver       | Denver Nuggets | 102 - 70 | KK Partizan |
| 6 oktober 2009 | US Airways Center, Phoenix | Phoenix Suns   | 111 - 80 | KK Partizan |